# Henri Leclerc
Henri Leclerc   (Sent Superis, 8 de juny de 1934 - Villejuif, 31 d'agost de 2024) va ser un advocat penalista francès.

## Biografia
Henri Leclerc va començar la seva carrera professional al costat de l'advocat Albert Naud, i va heretar la seva biblioteca jurídica (que aquest al seu torn havia rebut de Raymond Poincaré). Advocat des de desembre de 1955, antic membre del Consell de l'Advocacia de París, va ser president de la Lliga francesa per a la defensa dels drets humans i ciutadans del 1995 al 2000. Va defensar els moviments socials al costat dels sindicats pagesos, dels miners de Liévin, de la Confederació Francesa Democràtica del Treball, d'activistes que lluitaven per millorar les condicions a les presons d'alta seguretat i de les persones defensores d'un periodisme independent.
Leclerc va advocar per la causa de militants algerians per la independència, de manifestants del Maig del 68 la defensa de clients famosos com el diari Libération, el matemàtic Alexandre Grothendieck, Richard Roman, Lucien Léger, Charlie Bauer, Michel Vaujour, François Besse, Roger Knobelspiess, Florence Rey, el metge Archambeau, Hélène Castel, Jacques Viguier, Véronique Courjault, Dominique de Villepin, Dominique Strauss-Kahn o Alain Lipietz, que va ser condemnat per difamació. També va intervenir com a part civil en el cas d'Omar Raddad (en representació de la família de Ghislaine Marchal), va representar a la família de l'obrer Pierre Overney i va defensar l'exboxejador Christophe Dettinger, acusat d'agredir uns gendarmes.
El 2011, es va unir a l'equip de campanya de Martine Aubry per a les primàries socialistes de les eleccions presidencials franceses de 2012, com a assessor de la candidata en qüestions de justícia, al costat de l'exministra de justícia Élisabeth Guigou i Marie-Pierre de La Gontrie. El 2012 va signar una columna titulada «Pour une nouvelle république» apel·lant al vot pel candidat François Hollande.

## Obra publicada
- Le Code pénal, Éditions du Seuil, 2005.
- La Défense, avec W.-H. Fridman, Éditeur EDP SCIENCES, 2002
- Un combat pour la justice, Éditions La Découverte, 1994
- Les Médias et la justice, coescrit amb Jean-Marc Théolleyre, CFPJ, 1996
- Parcours d'avocat(e)s, entrevista a Henri Leclerc de Christophe Perrin i Laurence Gaune, Éditions du Cavalier bleu, 2010
- La Parole et l'Action, Fayard, 2017